# Distillerie Studer
Die Distillerie Studer & Co AG ist eine Brennerei aus dem luzernischen Escholzmatt, die ihre Produkte auch international vertreibt. Mit bisher über 300 Gold-Awards für ihre Spirituosen und mehrmaliger Auszeichnung als «Brenner des Jahres» gehört sie zu einer der renommiertesten Brennereien der Schweiz.

## Geschichte
1883 gründeten die vier Gebrüder Studer die Distillerie Studer als Brennerei, Likör- und Confiseriefabrik. Die Idee, eine Manufaktur für «allerlei Leckereien» zu gründen, kam den Brüdern während diverser Europareisen. Schon kurz darauf produzierte Studer über 200 Confiserie-Artikel. 1920 brannte das gesamte Fabrikareal nieder und wurde 1921 wieder aufgebaut. Danach konzentrierte sich Studer auf das Brennen von Spirituosen aus regionalen Zutaten. So war die Distillerie Studer 1972 die erste Brennerei, die in der Schweiz einen Vieille Prune hergestellt hat. Dies sind mit Zucker und Dörrfrüchten aromatisierte Edelbrände, die im Eichenfass gelagert werden. Ab 2005 kamen Spirituosen wie Rum, Absinthe und Gin hinzu. Letztere werden unter dem Label «Swiss Highland Gin» vertrieben und basieren auf einem über 100-jährigen Rezept, das einer der Gründer, Robert Studer, von seinen Lehr- und Wanderjahren aus England mitgebracht hatte. Noch heute ist das Unternehmen in Familienbesitz und wird inzwischen in der fünften Generation geführt.

## Trivia
Die Distillerie Studer ist der Erfinder der «Caramel Mou», eines Karamellbonbons, das heute in der Schweiz vor allem unter dem Namen «Rahmtäfeli» oder «Nidelzältli» bekannt ist.
Angeblich soll die Familie Studer 1899 den Politiker und kommunistischen Revolutionär Wladimir Iljitsch Lenin getroffen haben. Laut der Geschichte habe sich Lenin im betreffenden Jahr in Escholzmatt aufgehalten und plötzlich heftige Zahnschmerzen bekommen. Der nächste Zahnarzt sei aber im rund 40 Kilometer entfernten Luzern gewesen. Da die Studers die einzige Familie im Dorf waren, die ein Auto besassen, bat man die Familie, Lenin nach Luzern zu fahren. Erst auf dem Weg in die Stadt soll Hans Studer klar geworden sein, wer da neben ihm sass.